# Calliandra virgata
Calliandra virgata är en ärtväxtart som beskrevs av George Bentham. Calliandra virgata ingår i släktet Calliandra och familjen ärtväxter. Inga underarter finns listade i Catalogue of Life.